# Faugh-a-Ballagh
Faugh-a-Ballagh, född 1841, död okänt år, var ett engelskt fullblod, mest känd för att ha segrat i St. Leger Stakes (1844), samt för att ha varit far till Leamington, som i sin tur blev en mycket inflytelserik avelshingst i Nordamerika under senare hälften av 1800-talet.

## Bakgrund
Faugh-a-Ballagh var en brun hingst efter Sir Hercules och under Guiccioli (efter Bob Booty). Han föddes upp av Lord Chedworth på Irland, och ägdes av Mr. Martindale och E.J. Erwin. Han tränades under sin tävlingskarriär av John Forth.
Faugh-a-Ballagh tog karriärens största segrar i St. Leger Stakes (1844) och Cesarewitch Handicap (1844).

## Karriär
Faugh-a-Ballagh var bror till Birdcatcher, och såldes till E.J. Erwin 1842. Han startade en gång som tvååring i Champagne Stakes på Doncaster där han slutade trea efter The Cure och Sorella. Som treåring blev han den första irländskuppfödda hästen att vinna St. Leger Stakes. Han slog sedan Corranna i ett matchlöp, samt segrade i Grand Duke Michael Stakes och Cesarewitch Handicap. Som fyraåring slutade han tvåa efter The Emperor i The Emperor of Russia's Plate.
1855 exporterades Faugh-a-Ballagh till Frankrike. Där blev han far till Fille de l'air, som kom att vinna Epsom Oaks och French Oaks. Han blev även far till den framgångsrika hingsten Leamington, som i sin tur blev far till de amerikanska hästarna och ledande avelshingstarna Longfellow, samt Iroquois. Iroquois var den första amerikanskuppfödda hästen att segra i Epsom Derby och St. Leger Stakes.